# 重建宋范韩二公祠堂记碑
重建宋范韩二公祠堂记碑，位于中国甘肃省庆城县，为一个省级文物保护单位，类型为石窟寺及石刻。
重建宋范韩二公祠堂记碑的历史年代为明代。